# Sabanejewia larvata

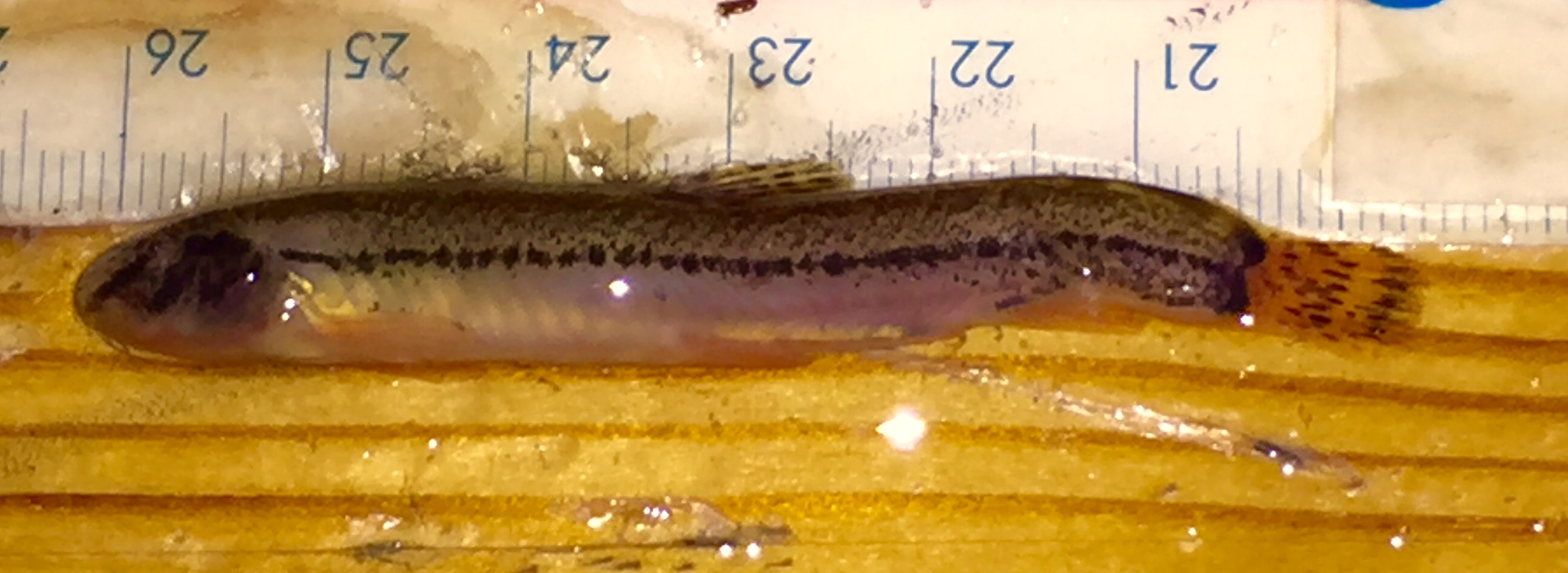
Cobite mascherato (Sabanejewia larvata)

Il cobite mascherato (Sabanejewia larvata De Filippi, 1859) è un pesce osseo d'acqua dolce appartenente alla famiglia Cobitidae endemico dell'Italia.

## Distribuzione ed habitat
Il suo areale comprende esclusivamente la Pianura Padana nei bacini di Po, Adige e relativi tributari. Una popolazione disgiunta di probabile origine naturale si trova nei laghi di Plitvice in Croazia. È stato introdotto (transfaunazione) anche nel Lago Trasimeno e nelle acque dei fiumi Tevere ed Ombrone. Si sospetta che sia stato immesso anche in altri corsi d'acqua ma che, data la sua indole schiva, non sia stato ancora scoperto..
Si incontra in acque poco profonde, a corrente modesta o assente, fondo fangoso e ricche di vegetazione acquatica.

## Descrizione
È molto simile al cobite comune con corpo molto allungato e sottile, compresso lateralmente e dai profili dorsale e ventrale dritti. Gli occhi sono posizionati in alto sulla testa e sotto l'occhio è presente, come in tutti i membri della famiglia, una robusta spina. 
Le principali differenze con i membri del genere Cobitis sono:
- due creste cutanee adipose sono presenti sul peduncolo caudale;
- presenta (da cui il nome) una striscia scura tra l'occhio e l'apice del muso, che spesso si prolunga sul dorso;
- la testa è più schiacciata e il muso più corto, con barbigli più corti;
- il colore del corpo è a base bruno-rossastra con da 15 a 20 macchie scure rotondeggianti allineate sui fianchi, talvolta fuse a formare una fascia quasi continua;
- sono assenti le macchie scure in fila nella regione ventrale tipiche di C. bilineata[4].

È presente il dimorfismo sessuale in quanto il maschio ha due rigonfiamenti di funzione ignota uno prima e l'altro posteriormente alla pinna dorsale.
Le dimensioni massime sono di 9 cm per la femmina e 7,5 cm il maschio, la dimensione media per entrambi i sessi è di circa 5 cm.

## Biologia
Poco nota. La longevità massima è di 4 anni.

### Riproduzione
La riproduzione avviene in giugno. La femmina depone da 600 a 900 uova che si schiudono in circa 2-3 giorni. Sembra che la femmina possa deporre più di una volta per stagione. La maturità sessuale viene raggiunta a due anni.

### Alimentazione
La dieta è basata su invertebrati bentonici.

## Pesca
Occasionale e del tutto priva di interesse.

## Acquariofilia
Potenzialmente è possibile allevare e riprodurre questa specie in acquario, tuttavia ciò è molto raro.

## Stato di conservazione
Questa specie è minacciata dall'inquinamento e soprattutto dalle modificazioni degli alvei come bonifiche, rettificazioni e distruzione della vegetazione acquatica. Sembra però che le popolazioni siano in uno stato di conservazione migliore di quanto ritenuto in precedenza. Viene classificata come "a rischio minimo" (LC) dalla lista rossa IUCN.